# Neder-Lausitzs voetbalkampioenschap
Het Neder-Lausitzs voetbalkampioenschap (Duits: Niederlausitzer Fußballmeisterschaft) was een van de regionale voetbalcompetities van de Zuidoost-Duitse voetbalbond, dat bestond van 1900 tot 1933.

## Geschiedenis
In het seizoen 1900/01 werd een kampioenschap op touw gezet door de pas opgerichte Neder-Lausitzse voetbalbond, maar dit kampioenschap werd niet voltooid. De volgende seizoenen werd er geen nieuwe poging ondernomen. In 1904 werden de bond heropgericht en werden er kwalificatiewedstrijden gespeeld in de lente om de speelsterkte van de clubs te bepalen voor het volgende seizoen. De kampioen van het eerste kampioenschap mocht ook aantreden in de eindronde om de Duitse landstitel. De kampioen van 1906 moest eerst aantreden tegen de Breslause kampioen voor een ticket voor de nationale eindronde. Na dit seizoen ging de Neder-Lausitzse voetbalbond op in de Zuidoost-Duitse voetbalbond, maar het kampioenschap werd wel in dezelfde vorm verder gespeeld.
De kampioen nam telkens deel aan de eindronde en bij winst daar stootte de club door naar de nationale eindronde.
In 1933 kwam de Nationaalsocialistische Duitse Arbeiderspartij aan de macht in Duitsland en werden alle overkoepelende voetbalbonden met hun competities afgeschaft. De Gauliga werd ingevoerd en de clubs uit Neder-Lausitz werden ingedeeld in de Gauliga Berlin-Brandenburg. De clubs uit de hoofdstad waren een maat te groot voor de clubs uit Cottbus die tot 1933 voornamelijk tegen clubs uit Silezië gespeeld hadden.

## Erelijst
- 1901 SC Alemannia Cottbus
- 1905 SC Alemannia Cottbus
- 1906 FV Brandenburg 1899 Cottbus
- 1907 TuFC Britannia Cottbus[1]
- 1908 FV Brandenburg 1899 Cottbus
- 1909 SC Alemannia Cottbus
- 1910 FC Askania Forst
- 1911 FC Askania Forst
- 1912 Niet voltooid

- 1913 FC Askania Forst
- 1914 FC Viktoria Forst
- 1920 FC Viktoria Forst
- 1921 FC Viktoria Forst
- 1922 Cottbuser FV 1898
- 1923 Cottbuser FV 1898
- 1924 FC Viktoria Forst
- 1925 FC Viktoria Forst

- 1926 Cottbuser FV 1898
- 1927 FV Brandenburg 1899 Cottbus
- 1928 FV Brandenburg 1899 Cottbus
- 1929 Cottbuser FV 1898
- 1930 FC Viktoria Forst
- 1931 FC Viktoria Forst
- 1932 FC Viktoria Forst
- 1933 Cottbuser FV 1898

## Eeuwige ranglijst

### Titels
| Club                        | Titels |
| --------------------------- | ------ |
| FC Viktoria Forst           | 8      |
| Cottbuser FV 1898           | 6      |
| FV Brandenburg 1899 Cottbus | 4      |
| FC Askania Forst            | 3      |
| SC Alemannia Cottbus        | 3      |

### Seizoenen eerste klasse
| Club                          | /25 | Seizoenen (1900-1901, 1904-1914, 1919-1933) |
| ----------------------------- | --- | ------------------------------------------- |
| FV Brandenburg 1899 Cottbus   | 25  | 1900-1901, 1904-1914, 1919-1933             |
| Cottbuser FV 1898             | 24  | 1904-1914, 1919-1933                        |
| FC Viktoria Forst             | 23  | 1904-1909, 1910-1914, 1919-                 |
| FC Askania Forst              | 22  | 1906-1914, 1919-1933                        |
| FC Deutschland 1901 Forst     | 18  | 1909-1910, 1911-1914, 1919-1933             |
| SC Viktoria 1897 Cottbus      | 16  | 1900-1901, 1904-1906, 1907-1914, 1919-1925  |
| VfB 1901 Forst                | 11  | 1912-1914, 1919-1927, 1928-1929             |
| SC Union 05 Cottbus           | 11  | 1913-1914, 1919-1921, 1922-1930             |
| SC Wacker 09 Ströbitz         | 11  | 1922-1933                                   |
| SC Alemannia Cottbus          | 10  | 1900-1901, 1904-1913                        |
| FC Amicitia 1900 Forst        | 8   | 1911-1912, 1913-1914, 1919-1925             |
| Cottbuser SC 1896             | 8   | 1919-1927                                   |
| SV Hoyerswerda 1919           | 6   | 1922-1925, 1930-1933                        |
| TV 1861 Cottbus               | 4   | 1921-1925                                   |
| 1. FC Guben                   | 4   | 1922-1924, 1927-1928, 1932-1933             |
| VfB Klettwitz                 | 4   | 1922-1925, 1931-1932                        |
| SC Corona 1910 Neupetershain  | 4   | 1922-1926                                   |
| SC Vorwärts 02 Forst          | 3   | 1904-1907                                   |
| VfB Weißwasser                | 3   | 1926-1927, 1929-1931                        |
| VfB Senftenberg 1910          | 3   | 1922-1925                                   |
| FC Viktoria 1911 Kostebrau    | 3   | 1922-1925                                   |
| SC Hertha 1915 Hörlitz        | 3   | 1923-1926                                   |
| SpVgg 1912/15 Guben           | 2   | 1924-1926                                   |
| FC Rapide 1899 Sandow         | 1   | 1900-1901                                   |
| Excelsior Cottbus             | 1   | 1900-1901                                   |
| Preußen Vetschau              | 1   | 1900-1901                                   |
| FC Vorwärts Cottbus           | 1   | 1900-1901                                   |
| SC Askania 1911 Zschipkau     | 1   | 1922-1923                                   |
| FV 1908 Forst                 | 1   | 1924-1925                                   |
| SV Fortuna Forst              | 1   | 1924-1925                                   |
| FC Alemannia 1919 Großräschen | 1   | 1924-1925                                   |
| SVgg Eintracht Neuwelzow      | 1   | 1924-1925                                   |